# جاده گرند ترانک
جاده گرند ترانک یکی از قدیمی‌ترین و طولانی‌ترین جاده‌های اصلی آسیا است. برای بیش از دو هزار سال، این جاده اصلی مناطق شرقی و غربی مناطق شبه قاره هند را به هم وصل کرده‌است که باعث اتصال جنوب آسیا با آسیای مرکزی شده‌است. جاده گراند ترانک از چیتاگونگ در بنگلادش شروع می‌شود و در جهت غرب به هاورا در بنگال غربی در هند و سپس در سراسر شمال هند ادامه می یابد و از طریق دهلی و سپس با گذر از امریتسار به لاهور در پاکستان و در جهت شمال به کابل در افغانستان می‌رسد.
در زمان امپراتوری موریا از دهانه رود گنگ به سمت مرزهای شمال غربی امپراتوری جاده ای کشیده شد. شیر شاه سوری هم در بازسازی و گسترش آن در قرن ۱۶ کوشید. این جاده به‌طور قابل توجهی بین سال ۱۸۳۳ تا ۱۸۶۰ گسترش یافت.
در طول قرن‌ها، این جاده به عنوان یکی از راه‌های تجاری اصلی در منطقه بوده است و مشافرت و ارتباطات پستی را تسهیل می‌کند. جاده گرند ترانک هنوز برای حمل و نقل در شبه قاره هند امروزی استفاده می‌شود و بخش‌هایی از جاده تعریض شده و در سیستم بزرگراه ملی گنجانده شده است.

## تاریخچه

### زمان قدیم
زمان‌های قدیم ادبیات بودایی و حماسه‌های هندی مانند مهاباراتا وجود جاده گرند ترانک را حتی قبل از امپراتوری مائوریا فراهم می‌کند که به آن اوتاراپاتا یا "جاده شمالی" نامیده می‌شد. این جاده منطقه شرقی هند را به آسیای مرکزی و یونان باستان متصل می‌کرد.

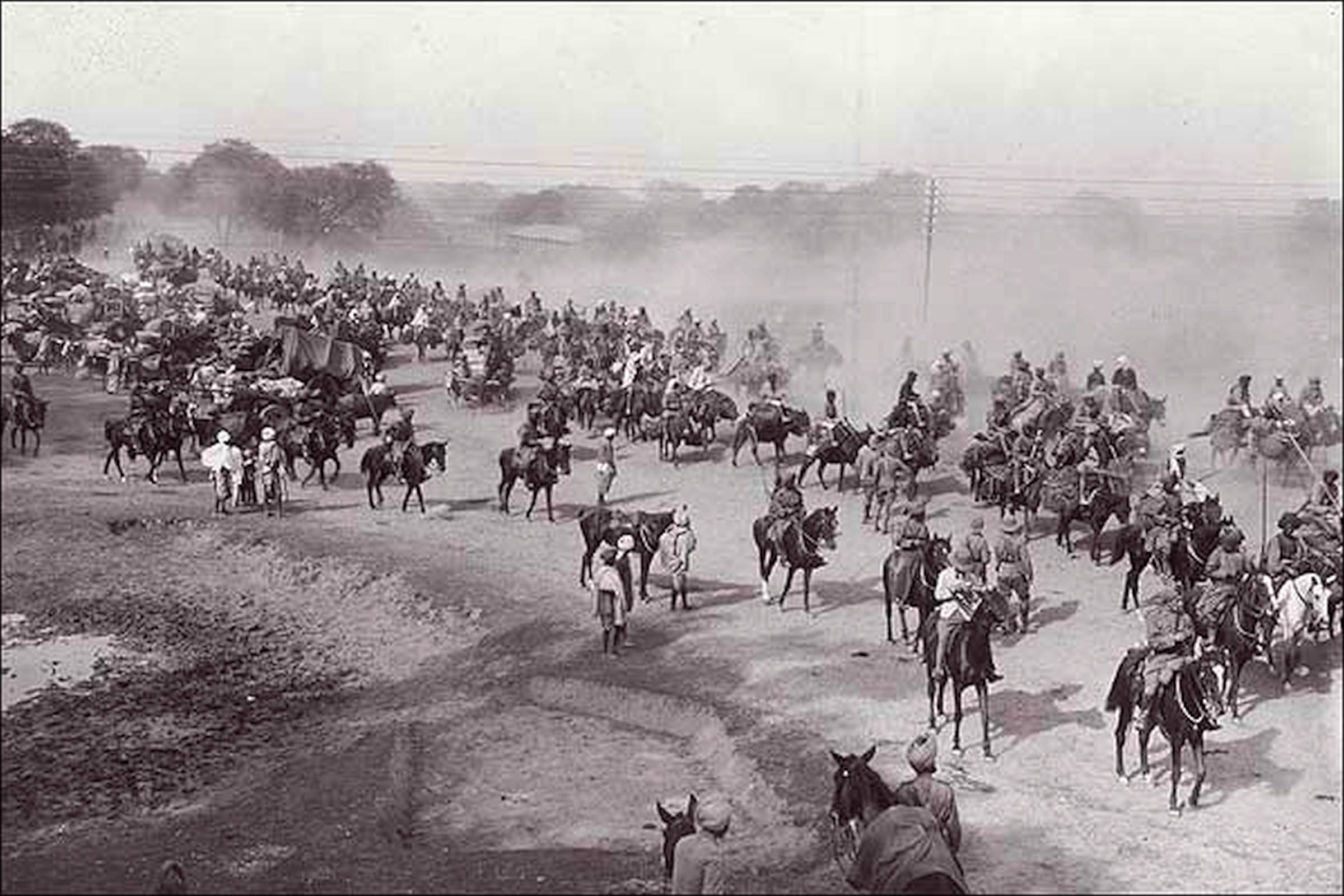
اردوگاه امبلا در دوره راج بریتانیا.

## نگارخانه

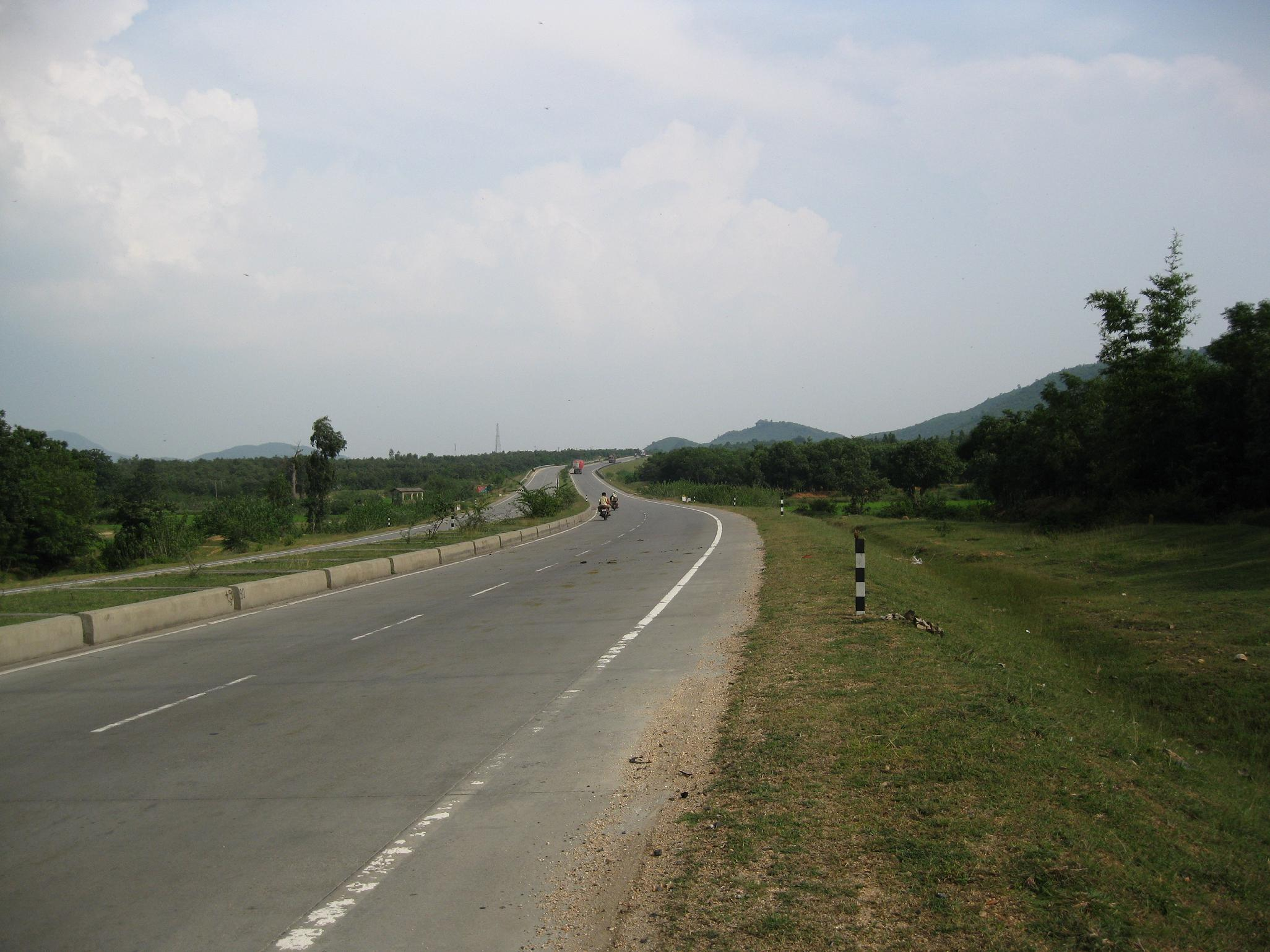
GT جاده در نزدیکی برههای Jharkhandهای هند.
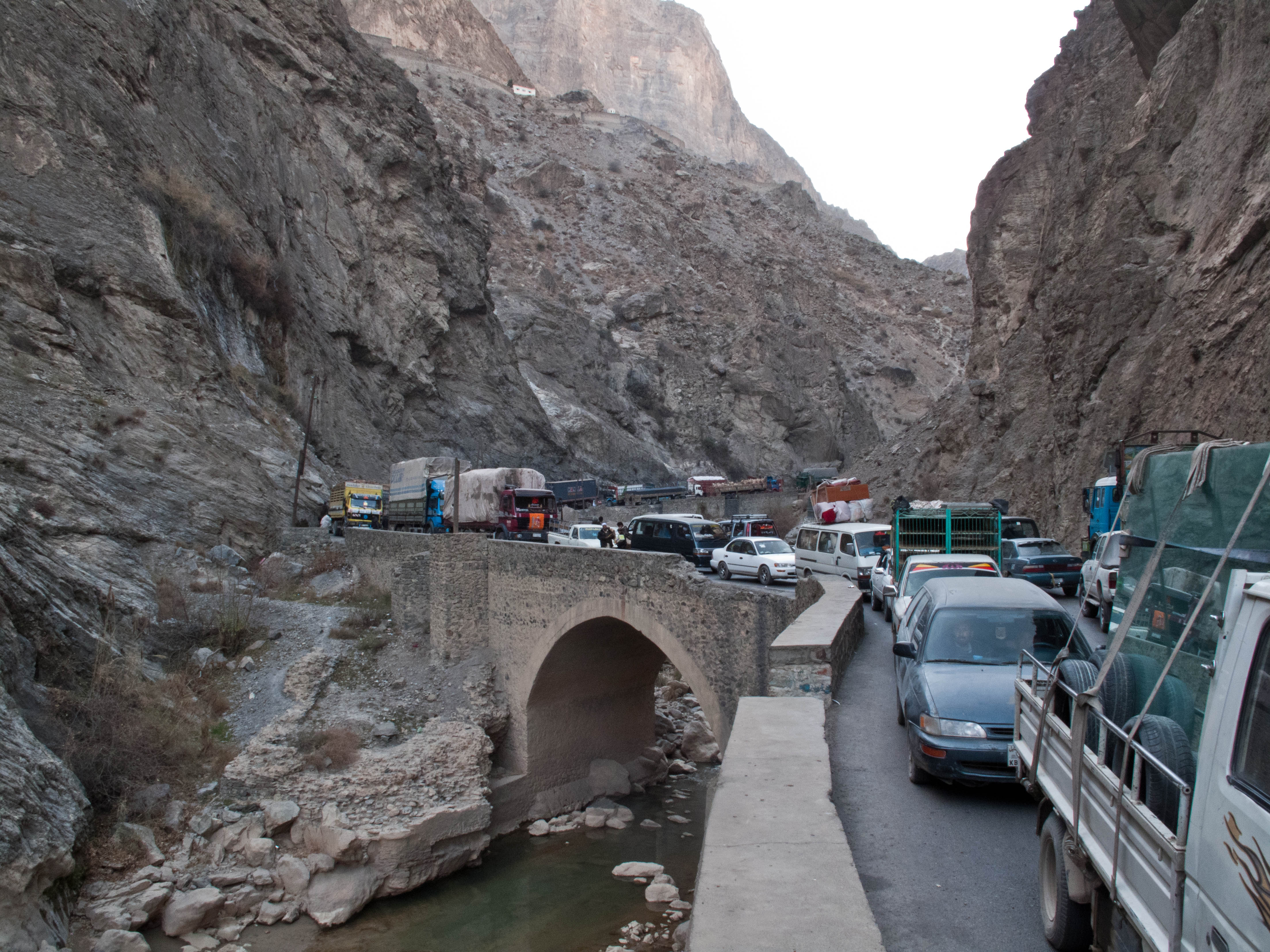
جلال آباد–کابل جادههای افغانستان در آن در نظر گرفته شده‌است که غربی‌ترین و خطرناک‌ترین کشش از جاده GT
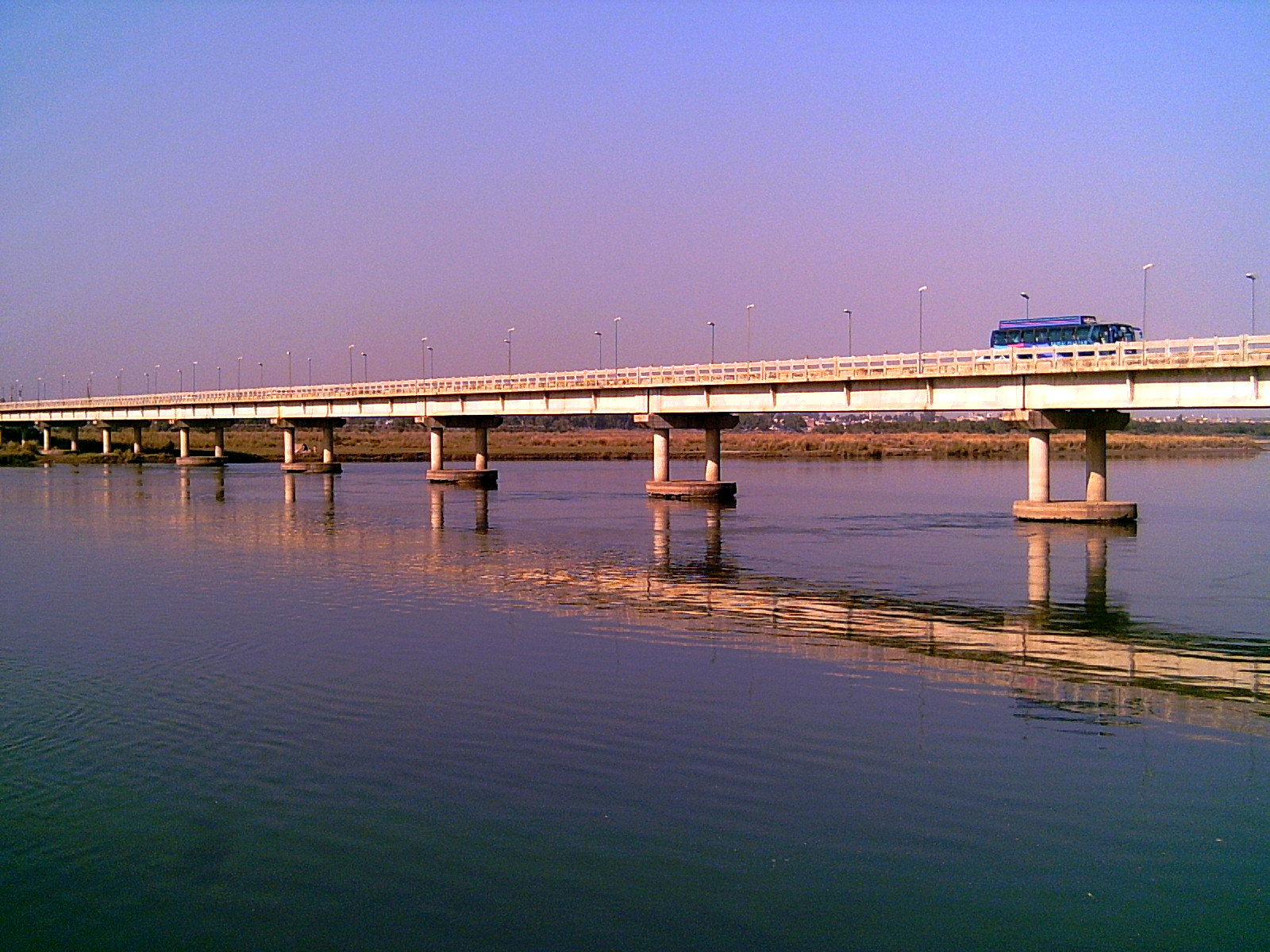
GT جاده در بالای رودخانه جهلم در پاکستاناست.
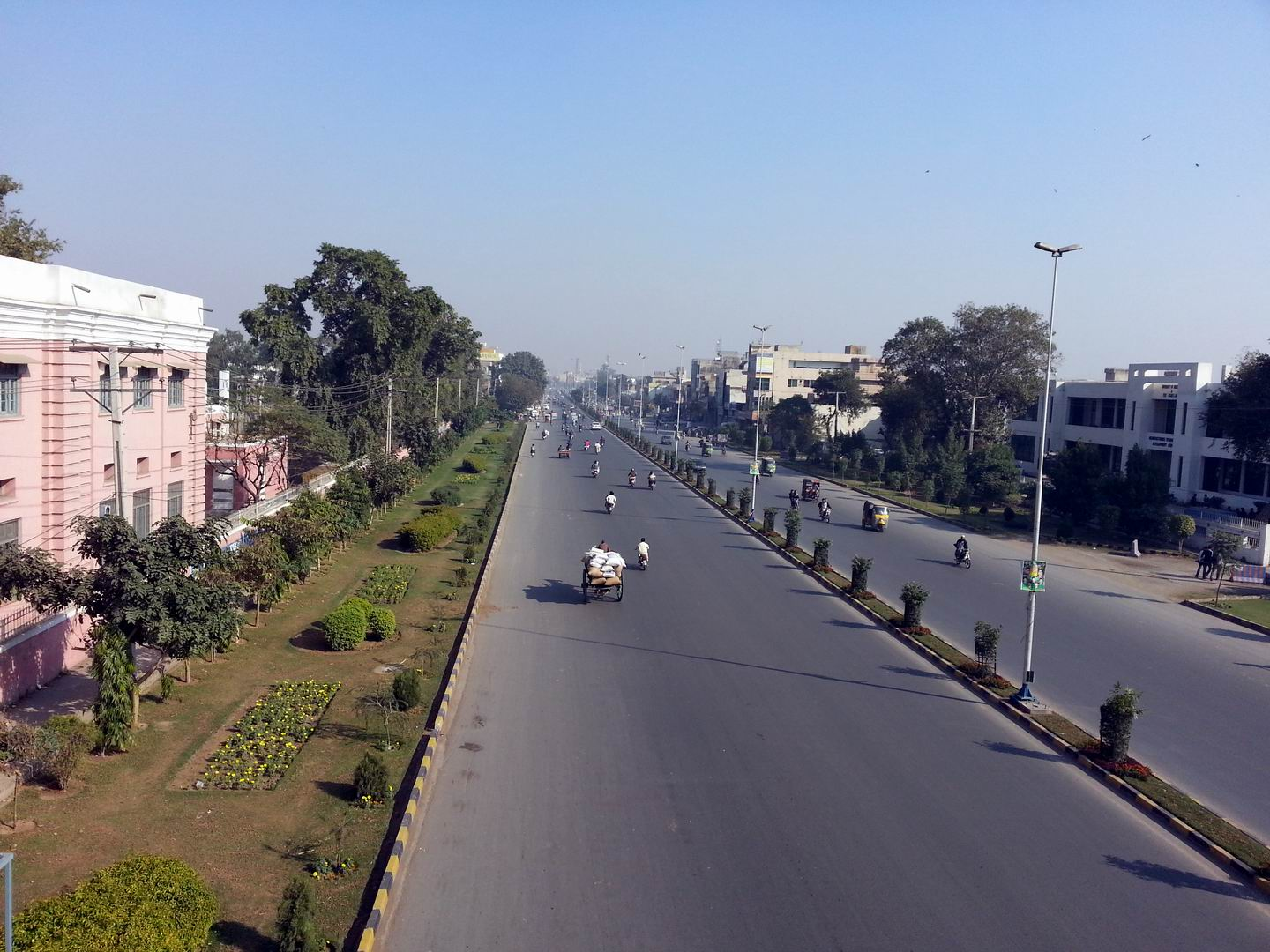
G. T. جاده در لاهور
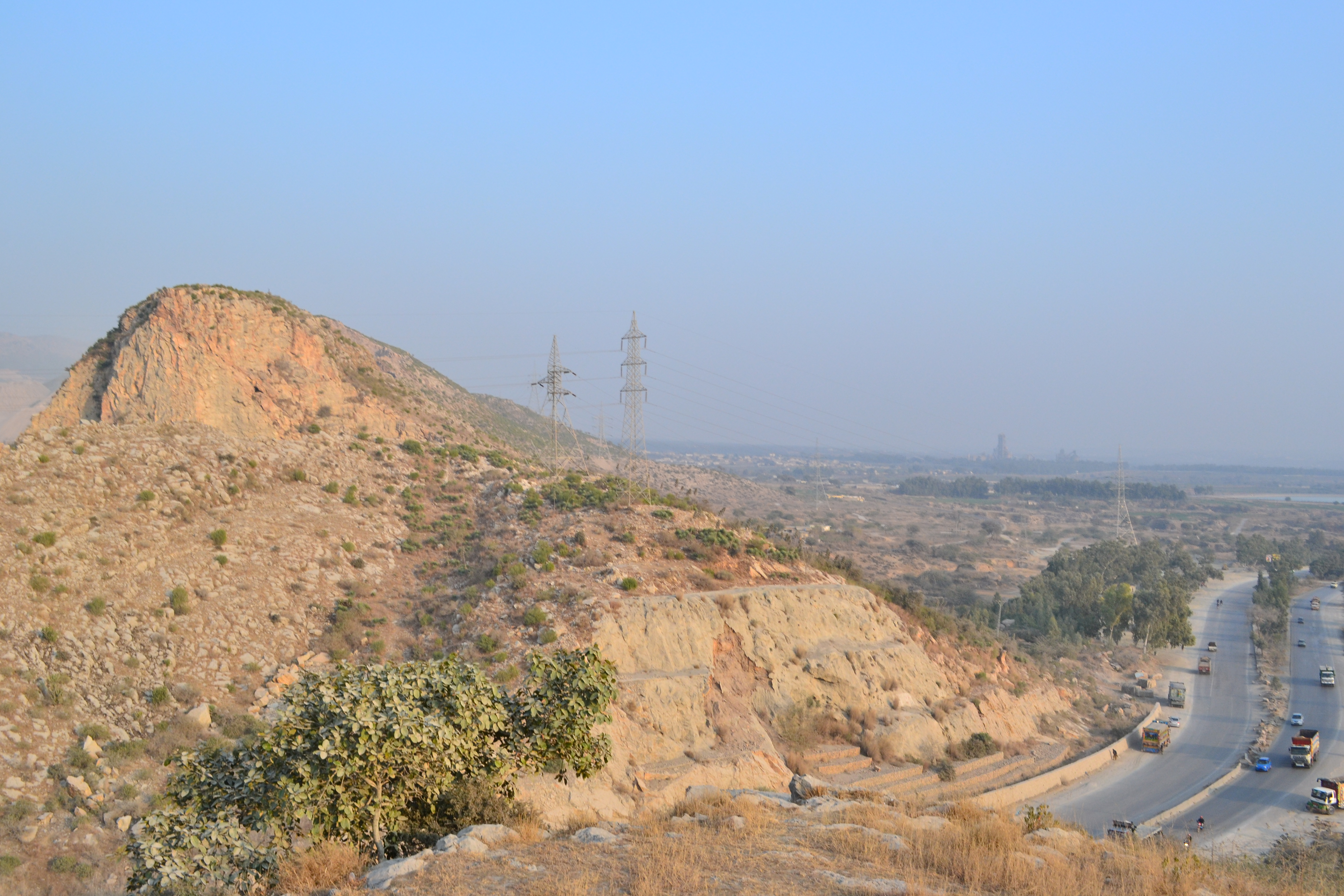
G T جاده در حال عبور از این نقطه غربی از Margalla محدوده اسلام آباد

## همچنین نگاه کنید
- بزرگراه 1 آسیا
- جاده اصلی

## یادداشت
1. ↑  Bhandari, Shirin (2016-01-05). "Dinner on the Grand Trunk Road" (به انگلیسی). Roads & Kingdoms. Retrieved 2016-07-19.
2. ↑  Steel, Tim (1 January 2015). "A road to empires". Dhaka Tribune. Archived from the original on 11 February 2016. Retrieved 2016-07-19.
3. ↑  Jhimli Mukherjee Pandey (15 September 2015). "Cuisine along G T Road". Calcutta: Times of India. Retrieved 2016-07-19.
4. ↑  Khanna, Parag. "How to Redraw the World Map". The New York Times. ISSN 0362-4331. Retrieved 2016-07-19.
5. ↑  K. M. Sarkar (1927). The Grand Trunk Road in the Punjab: 1849-1886. Atlantic Publishers & Distri. pp. 2–. GGKEY:GQWKH1K79D6.
6. ↑  Chaudhry, Amrita (27 May 2012). "Cracks on a historical highway". The Indian Express. Archived from the original on 22 May 2013.
7. ↑  David Arnold (historian);
Science, technology, and medicine in colonial India (New Cambr hist India v.
8. ↑  «The Grand Trunk Road».
9. ↑  «Land of seven rivers: History of India's Geography».